# Francisco Moacyr
Francisco Moacyr Santos, también conocido como Moacyr, fue un futbolista brasileño. Fue llevado al Club América en 1961 por Guillermo Cañedo quien lo vio jugar en Brasil. Jugó 6 años con el Club América y fue bicampeón de Copa en 1963-64 y 1964-65 y campeón de Liga en 1965-66. Para la temporada 1967-1968 fue transferido al equipo Pachuca cuando el equipo ascendió a Primera División.

## Clubes
- Sociedade Esportiva Palmeiras (1950 - 1960)
- Club América (1961 – 1967)
- Club de Fútbol Pachuca (1967 – 1971)

## Palmarés

### Como jugador
| Título           | Club    | País   | Año     |
| ---------------- | ------- | ------ | ------- |
| Copa México      | América | México | 1963-64 |
| Copa México      | América | México | 1964-65 |
| Primera División | América | México | 1965-66 |